# Ramon d'Escales

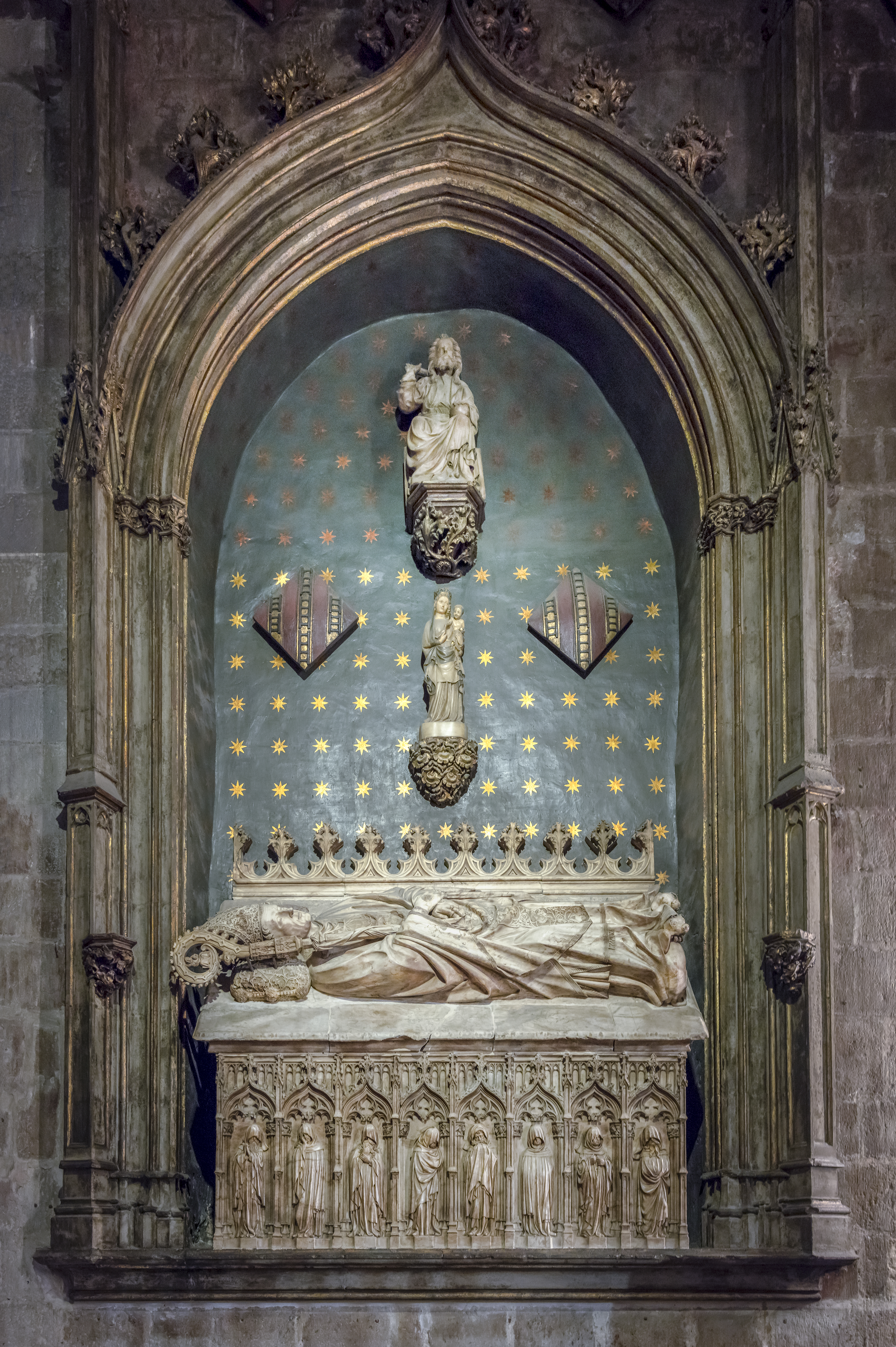
Sepulcre del bisbe Escales

Ramon d'Escales Ros d'Ursino (? - † 1398, Barcelona) fou bisbe de Barcelona i Elna.
Abat del monestir de Santa Maria de Vilabertran, fou bisbe d'Elna els anys 1377-1380, bisbe de Lleida els anys 1380-1386 i finalment va ser proclamat bisbe de Barcelona l'any 1386, càrrec que va ocupar fins a la seva mort ocorreguda l'any 1398.
Va ser conseller del rei Pere el Cerimoniós, donant suport al papa Climent VII (antipapa), durant el Cisma d'Occident.
Durant el seu bisbat a Barcelona va protegir els jueus en les revoltes de l'any 1391. Va ser un gran continuador de les obres de la catedral i les seves restes reposen a un mausoleu realitzat per l'escultor Antoni Canet el 1408, dins la Catedral de Barcelona.
El cognom d'Escales és una catalanització del cognom Della Scala, que passa al català com De Scals i més endavant Descals o Escales. Ramon d'Escales és fill de Jazbert De Scals i Llúria i de Constança Ros d'Ursino de Llagostera.